# Julius Nderitu
Julius Karinga Nderitu (7 ottobre 1979) è un ex maratoneta keniota.

## Competizioni internazionali
2008
- 18º alla Mezza maratona di Delhi ( Nuova Delhi) - 1h03'26"

2009
- 9º alla Maratona di Chuncheon ( Chuncheon) - 2h15'17"
- Oro alla Maratona di Kuala Lumpur ( Kuala Lumpur) - 2h17'03"

2010
- Argento alla Maratona di Limassol ( Limassol) - 2h14'45"
- 5º alla Maratona di Kuala Lumpur ( Kuala Lumpur) - 2h17'48"

2011
- Oro alla Maratona di Zhengzhou ( Zhengzhou) - 2h10'25"
- Argento alla Maratona di Melbourne ( Melbourne) - 2h13'16"
- 8º alla Maratona di Macao ( Macao) - 2h13'53"
- Bronzo alla Maratona di Kuala Lumpur ( Kuala Lumpur) - 2h20'13"

2012
- Argento alla Maratona di Ottawa ( Ottawa) - 2h09'13"
- 14º alla Maratona di Dubai ( Dubai) - 2h08'01"
- 6º alla Maratona di Hengshui ( Hengshui) - 2h09'24"

2013
- 9º alla Maratona di Praga ( Praga) - 2h10'24"
- Oro alla Maratona di Buenos Aires ( Buenos Aires) - 2h11'02"
- Bronzo alla Maratona di Taipei ( Taipei) - 2h15'19"
- 10º alla Maratona di Hong Kong ( Hong Kong) - 2h16'22"

2014
- Bronzo alla Maratona di Santiago del Cile ( Santiago del Cile) - 2h13'38"
- 27º alla Maratona di Dubai ( Dubai) - 2h20'04"
- 5º alla Maratona di Buenos Aires ( Buenos Aires) - 2h20'04"

2015
- Oro alla Maratona di Odense ( Odense) - 2h11'21"
- 15º alla Maratona di Dubai ( Dubai) - 2h12'27"
- Bronzo alla Maratona di Zhengzhou ( Zhengzhou) - 2h15'19"
- 4º alla Maratona di Macao ( Macao) - 2h15'58"
- 12º alla Maratona di Lanzhou ( Lanzhou) - 2h16'34"

2016
- Bronzo alla Maratona di Nuova Taipei ( Nuova Taipei) - 2h14'52"
- 5º alla Maratona di Odense ( Odense) - 2h17'00"

2017
- Oro alla Maratona di Copenhagen ( Copenaghen) - 2h12'11"
- 7º alla Maratona di Casablanca ( Casablanca) - 2h16'35"
- 12º alla Maratona di Lagos ( Lagos) - 2h22'45"